# 露易丝·海
露易丝·林恩·海（1926年10月8日 - 2017年8月30日）是一位美国励志作家、演说家。

## 生平
海生于洛杉矶。 海的母親與海的继父再婚後，继父虐待她們母子兩個。在她五岁左右时，她被邻居强奸。 15 岁时，她从學校辍学，并且怀孕了，之後她在她16 岁生日那天将自己刚出生的女儿送給別人撫養。
她随后搬到了芝加哥，在那里从事低薪工作。 1950年，她再次來到纽约，並且成為一名时装模特。1954年，她与英国商人结婚；结婚14年后，丈夫出軌並與其離婚。